# 개체주의
개체주의(個體主義)는 보편주의에 대한 말로, 현실은 개체·개물(個物)로 이루어지며 개별적인 것만이 진실이라는 입장이다. 고대 원자론, 아리스토텔레스 중세 말기의 유명론(唯名論), 라이프니츠의 단자론(單子論) 등이 이에 속한다.